# Madhumati
Madhumati és un riu de Bengala Occidental i Bangladesh, distributari del Ganges. Deixa aquest riu al districte de Nadia prop de Kushtia, a 23° 55′ N, 89° 09′ E / 23.917°N,89.150°E amb el nom de Garai o Gorai; corre cap al sud agafant el nom de Madhumati (per aquest canvi és també anomenat Gorai-Madhumati) i a l'antic districte de Backergunge agafa el nom de Baleswar; segueix al sud entrant als Sundarbans i amb el nom d'Haringhata desaigua a la badia de Bengala a 21° 52′ N, 89° 59′ E / 21.867°N,89.983°E després d'un curs de 370 km, formant un estuari d'uns 15 km. És navegable per vaixells fins al districte de Khulna i per bots quasi tot el seu curs. Els seus afluents principals són el Kacha, el Kalia o Gangni i el Bhaikab.